# 松平精
松平 精（まつだいら ただし、1910年1月15日 - 2000年8月4日）は、鉄道技術研究所（現：鉄道総合技術研究所）の技術者。

## 人物
1910年、東京市浅草区に旧杵築藩主能見松平家の子爵・松平親信の三男として生まれる。
学習院高等科を経て、東京帝国大学（現：東京大学）工学部船舶工学科に進学。造船所の実習では肉体労働が多く、知識を使うところが少なく感じたが、三菱航空機の工場を見学すると学問的であるため、航空機の道を選択する。
1934年に大学卒業後、同年設立された海軍航空技術廠へ「有識工員」として入る。飛行機部研究科に配属されたが、1年間の現場実習の後、陸軍飛行連隊で1年間の兵役に就いた。
本格的な研究生活が始まったのは1936年のことで、当時海軍では1人も専門家がいなかった飛行機の振動問題を手掛けるよう命じられた。機械振動学を一から勉強して第一人者となり、九六式艦上攻撃機を皮切りに、飛行機の高速化とともに発生するフラッター（風速により旗めく現象）への対策に追われる日々を第二次世界大戦終結まで送る。松平らの研究の蓄積の結果、終戦時の日本の理論計算はコンピューターなしでフラッターの限界速度を高度に推定することができる水準にまで達していた。
戦後は鉄道技術研究所において、その当時多かった車両の脱線事故は台車の蛇行動であるという持論を展開した。飛行機と同様に鉄道も高速状態になると自ら振動する性質があると考え、模型実験で実証して蛇行動を広く知らしめた。また、昭和20年代に自動車業界に技術提供し、国産初のダンパーを完成。
一時期、公職追放の危機にあった。新幹線の開発プロジェクトにおいて、「高速車両の運動班」の班長を担当し、新幹線用台車の設計・実用化に貢献。新幹線の空気ばねの主要開発を行ったことで有名である。新幹線0系電車の先端のデザインを設計した三木忠直、自動列車制御装置 （ATC） を作った河邊一とは鉄道技術研究所で知り合った。

## 家族
- 父・松平親信 ‐ 子爵
- 妻・方子 ‐ 渋谷隆教の娘
- 長男・松平健（たけし） ‐ ソニー技術研究所所員[4]。岳父は内村祐之（内村鑑三長男）

## 略歴
- 1910年 - 東京・浅草で生誕[1]
- 1934年 - 東京帝国大学工学部船舶工学科卒
- 1934年 - 海軍航空技術廠飛行機部に入部
- 1935年 - 陸軍に徴兵され、幹部候補生として東京・立川の飛行連隊に入営（在営10ヵ月、再入営2ヵ月）
- 1936年 - 海軍航空技術廠飛行機部に復帰
- 1945年 - 国鉄鉄道技術研究所
- 1953年 - 「2軸鉄道車輛のだ行動とその防止法について」の論文を書き、東京大学で工学博士号を取得[5]。
- 1969年 - 石川島播磨重工業株式会社常務　同社技術研究所長、宇宙開発事業部長、技術本部長、常務取締役を歴任
- 1978年 - 同社顧問
- 1989年 - 日本機械学会名誉員
- 1990年 - テクノ・コンサルタンツ取締役会長

## 零戦との関わり
海軍航空技術廠に在籍中の松平が携わった著名な例としては、当時最新鋭であった零式艦上戦闘機（零戦）の事故調査があげられる。
1940年3月11日、零戦の試作機である十二試艦上戦闘機二号機が横須賀上空でテスト飛行中に突如分解。事故機に搭乗していた航空技術廠所属のテストパイロット奥山益美は、パラシュート装着の不備により墜落死した。松平は山名正夫とともに原因調査のリーダーシップを取り、マスバランスが先に疲労破壊し、その状態で急降下試験をしたためにフラッターが発生したと結論付け、マスバランス腕の補強を施した。
1941年4月17日、零戦が試験飛行中に再び空中分解を起こした。この事故で零戦の育ての親と称される横須賀航空隊分隊長の下川万兵衛大尉が殉職し、関係者に大きな衝撃を与えた。前日の16日にも、航空母艦『加賀』所属の零戦が木更津上空を訓練飛行中、訓練急降下からの引き起こしをかけた際に激しい振動を生じ、二階堂易中尉の操縦により辛うじて着陸した機体は左右補助翼を喪失していた。下川大尉の試験飛行は、原因解明のためこの現象の再現を企図したものであった。当初の松平の考えでは、上述のマスバランスなどの対策が施された零戦では時速500ノット（約925キロ）以下であれば主翼のフラッターは起こらないというものであったが、自らが指揮した主翼模型で風洞実験の結果、事故が起きた速度域で主翼のねじれ振動を生じることを2ヶ月で突き止めた。

## 主な著書、主要論文
- 『基礎振動学』共立出版、1950年、ASIN B000JBG50O
- 『飛行機の振動』ニッセイエブロ、1991年6月、全国書誌番号:000002135228
- 「日本海軍における飛行機振動研究の回顧-1-フラッタ関係」『日本機械学会誌』82(733)　日本機械学会
- 「日本海軍における飛行機振動研究の回顧-2-動力装置による振動」『日本機械学会誌』83(736)　日本機械学会